# Luigi Mussini
Pour les articles homonymes, voir Mussini (famille).

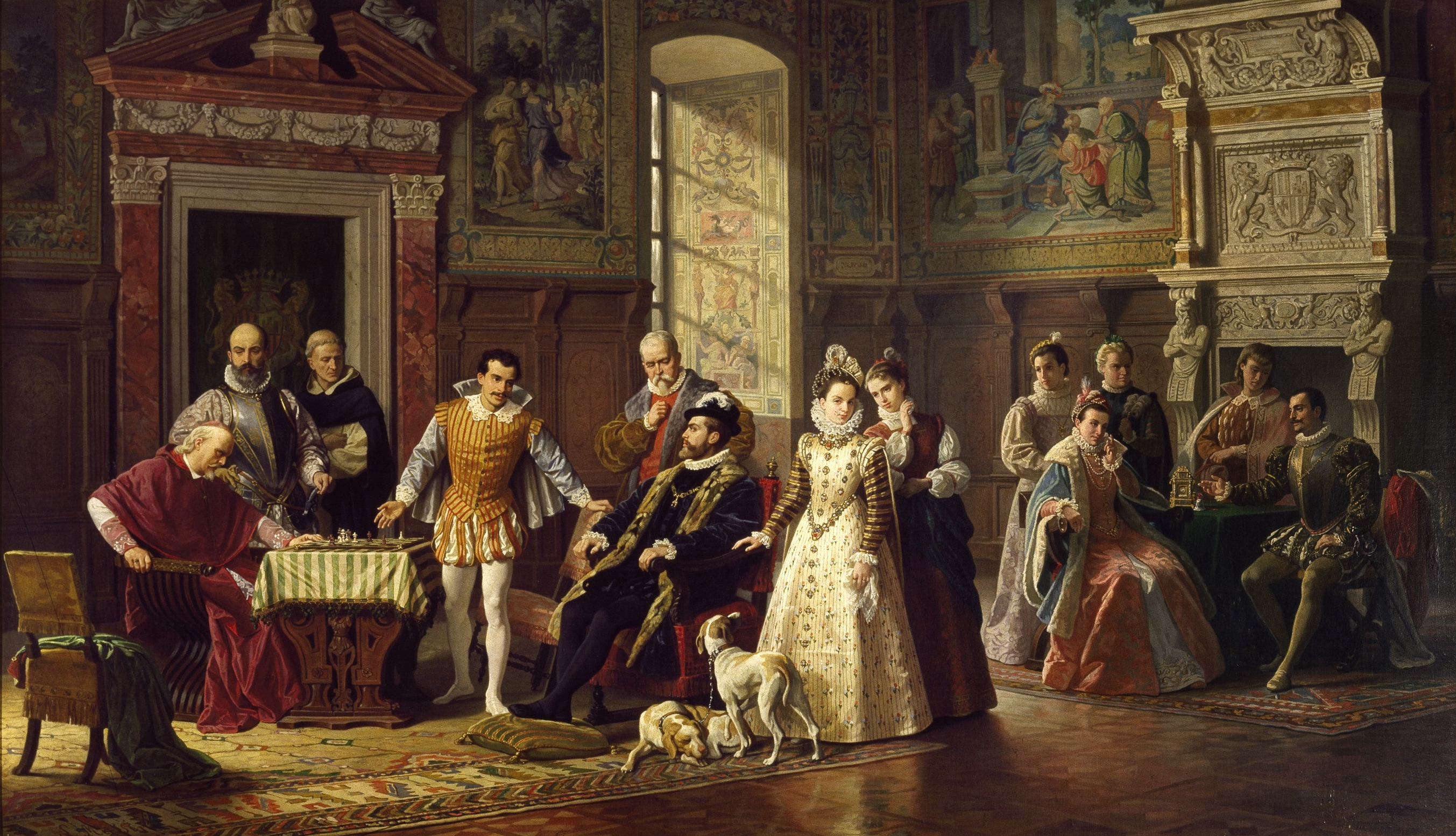
Leonardo da Cutro et Ruy López jouant aux échecs à la cour du roi d'Espagne (1883), Fondation de la Monte de Paschi de Sienne.

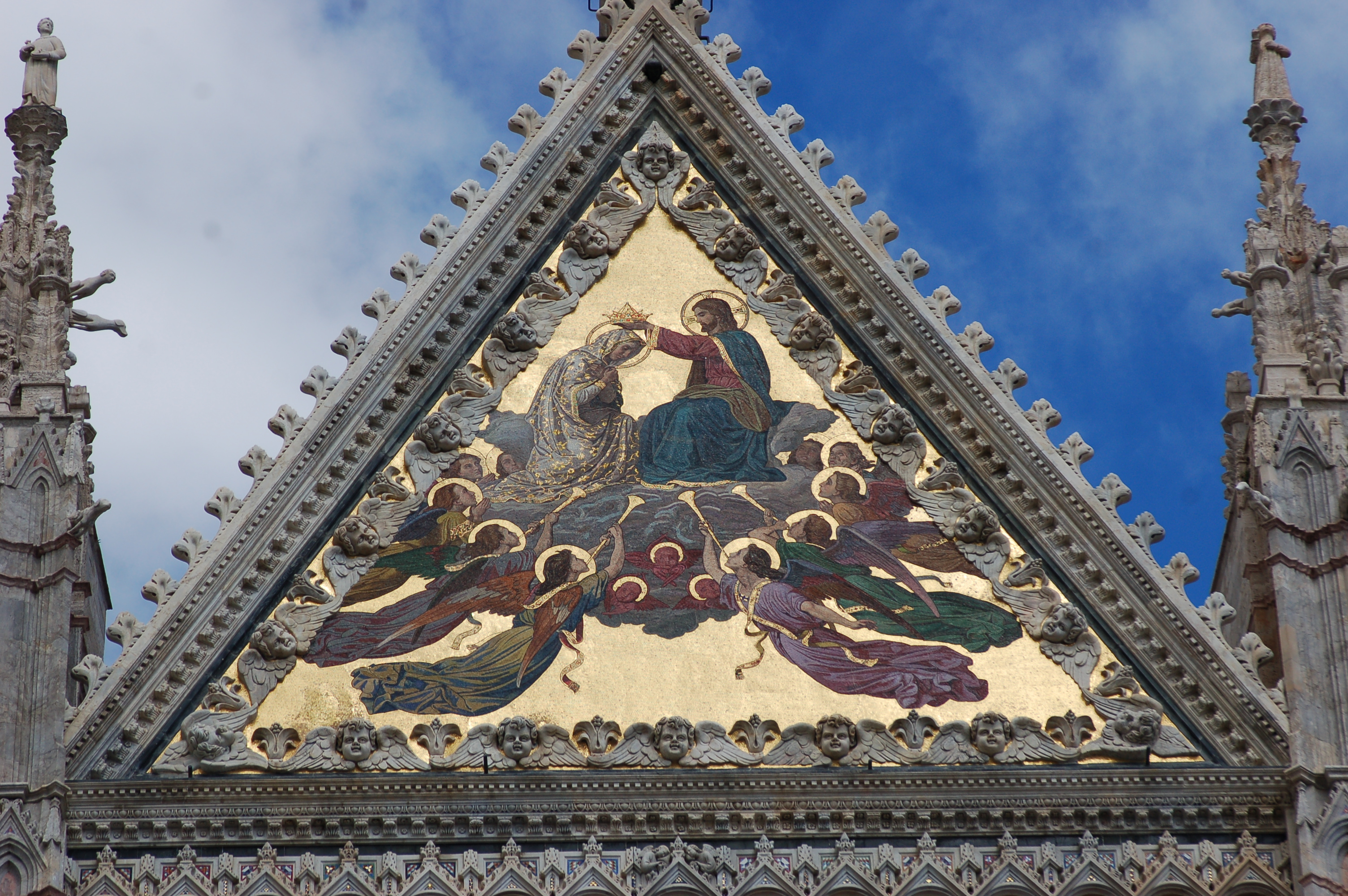
Couronnement de la Vierge, mosaïque du gable central de la façade du Duomo de Sienne.

Luigi Mussini, né à Berlin le 19 décembre 1813, mort à Sienne le 18 juin 1888, est un peintre italien.

## Biographie
Luigi Mussini, fils de  Natale Mussini (it) (1765–1837), maître de chapelle à la cour prussienne de Berlin, fut envoyé pour son éducation dans les arts, la musique et la littérature à Florence. Il est éduqué d'abord par son aîné Cesare Mussini (1804–79) et ensuite à l'Académie du dessin de Florence où il suivit les cours de  Pietro Benvenuti et de  Giuseppe Bezzuoli. Étudiant les principes néo-classiques, tout en restant sensible aux maîtres des XIVe et XVe siècles, il s'oriente vers le purisme italien dont il fut un des signataires du manifeste, travaillant en Toscane et qui en 1841, avec La Musica Sacra (La Musique Sacrée) (Galerie d'Art moderne, Florence), avait joint la référence à la peinture ombrée du Quattrocento, d'où était né le mouvement nazaréen, à la leçon formelle prise chez Ingres.
Alessandro Franchi et Pietro Aldi furent ses élèves à l'Académie de Sienne.
Sa femme Luigia Mussini-Piaggio, peintre également, mourut en couches en 1865 en donnant naissance à sa fille  Luisa Mussini qui  fut, à partir de 1893, l'épouse et l'assistante de son ancien élève Alessandro Franchi.

## Œuvres
- L'Éducation à Sparte (1869), musée Ingres, Montauban
- Couronnement de la Vierge, mosaïque du gable central de la façade du Duomo de Sienne
- La Partita di Sacchi, tableau sur une partie d'échecs entre Ruy López et Giovanni Leonardo di Bona, à la cour d'Espagne en 1575 ; appartient à la fondation de la banque Monte dei Paschi di Siena à Sienne.
- Restauration des marqueteries de pierre du pavement intérieur du Duomo de Sienne.

## Sources
- (en) Cet article est partiellement ou en totalité issu de l’article de Wikipédia en anglais intitulé « Luigi Mussini » (voir la liste des auteurs).
- Revue mensuelle du jeu d'échecs, Europe Échecs no 703, nov. 2019.